# Friedrich Weith
Friedrich Karl Weith (* 12. Februar 1837 in Nieder-Wöllstadt; † 2. November 1907 ebenda) war ein hessischer Gutsbesitzer und Politiker (NLP) und Abgeordneter der 2. Kammer der Landstände des Großherzogtums Hessen.
Friedrich Weith war der Sohn des Landwirts Johan Heinrich Weith und dessen Ehefrau Anna Maria, geborene Nartz. Weith, der evangelischen Glaubens war, war Gutsbesitzer in Nieder-Wöllstadt und heiratete Elisabeth geborene Fauerbach (1840–1926).
Von 1875 bis 1904 gehörte er der Zweiten Kammer der Landstände an. Er wurde für den Wahlbezirk Oberhessen 2/Nauheim gewählt. 1904 wurde Adolf Windecker sein Nachfolger im Landtag.